# Ом намах Шивая

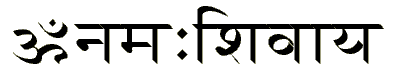
Aum namah Śivāya на Деванагари

Ом намах Шивая (IAST: oṃ namah śivāya Деванагари: ॐ नमः शिवाय, Каннада: ಓಂ ನಮಃ ಶಿವಾಯ, Малаялам: ഓം നമഃ ശിവായ, Тамильский: ஓம் நம சிவாய, Телугу: ఓం నమః శివాయ, Бенгали: ওঁ নমঃ শিবায়, Гуджарати: ૐ નમઃ શિવાય, Пенджаби: ਓਮ ਨਮ ਸ਼ਿਵਾਯ Ом. Поклонение Благому) — одна из важнейших мантр в индуизме. Наравне с Гаятри и Махамритьюмджайа-мантрой является одной из древнейших мантр индуизма — впервые встречается в Кришна Яджур-веде (Тайттирия-самхита, 4, 5-6) в гимне «Шри Рудрам». Часто называют Панчакшара-мантрой (पञ्चक्षरमन्त्र — мантрой пять слогов) — na-maḥ-śi-vā-ya. Другое название — Агхора-мантра (अघोर मन्त्र — мантра бесстрашия). Когда мантра читается вместе с «Ом», то тогда она называется Шадакшара-мантрой — мантрой шести слогов.

## Описание
Панчакшара-мантра является основной и самой священной мантрой для всех школ Шиваизма, как прошлого, так и настоящего. О её смысле и значении написаны тома исследований. Считается, что в её пять слогов заключено всё мироздание. Существует два основных толкования этой мантры:
- Толкование джняни. Слово «намах» (नमः) обозначает ограниченную человеческую душу (дживу, जिव). Слово «шива» (शिव) обозначает Мировой Дух (Параматман). Окончание «йа» (य) указывает на идентичность Дживы и Параматмана. Слог Ом (ॐ) символизирует разрушение Майи — иллюзии.
- Толкование бхакти. Слог «ом» (ॐ) означает «весь мир, живой и неживой». Слово «намах» (नमः) — это сокращение от «намама» (न मम) — «не мой», «не для меня». Слово «шивайа» (शिवाय) означает «для Шивы». Мантра в целом переводится так: весь этот мир, живой и неживой, принадлежит не мне, существует не для меня, а для Шивы.

Хотя она и имеет прямой перевод — Поклонение Благому, — её основное значение заключается не в словах, а в звуках, её составляющих, которые, в свою очередь, связываются с пятью перво-элементами (землёй, водой, огнём, воздухом и акашей) и ипостасью Шивы — Панчамукха или Панчанана ([Обладающий] Пятью ликами).
Шиваизм, также как и вообще Индуизм, считает, что вселенная состоит из вибраций, а вибрации порождают формы — так, имя Шивы в Панчакшара-мантре порождает Шиву в ипостаси Махешвары.
Панчакшара-мантра является одной из немногих мантр в Индуизме, для которой не обязательна предварительная дикша (посвящение) — хотя отдельные школы в Шиваизме настаивают на его необходимости:
Джапа (Панчакшары) без повеления, без ритуала, без веры, не произносимая и без дакшины - бесплодна, о Брихаспати! Мантра с выполняемым повелением, ритуалом, верой, дакшиной (дает) великий плод. Получив вначале посвящение от гуру, повеление (на повторение) мантры, провозгласив намерение, следует выполнять постоянно джапу, совершив прежде пурашчарану.
Дваждырожденным её следует произносить с пранавой в начале, женщинами и шудрами она произносится без пранавы с "НАМАХ" в конце.
Её можно читать вслух, шёпотом и мысленно; в любое время суток — однако наилучшим считается чтение джапы Панчакшара-мантры на Рудракша-мале во время Брахма-мухуртхи (приблизительно 4 часа утра).
Паньчакшара-мантра бывает нескольких видов:
1. Стхула-Паньчакшара — Намах Шивайя;
2. Сукшма-Паньчакшара — Шивайя намах;
3. Карана-Паньчакшара — Шивайя Шива;
4. Махакарана-Паньчакшара — Шивайя;
5. Махаману-Паньчакшара или Мукти-Паньчакшара — Ши.

## Священные писания о Панчакшара-мантре
Священные писания Индуизма и Шиваизма — в первую очередь Пураны — постоянно восхваляют величие Панчакшара-мантры:
Суть Вед сокрыта в Шри Рудрам. Смысл Шри Рудрам открывается с помощью Панчакшары.
Шива-пурана
Пятислоговая Паньчакшара является обителью Господа. Намах Шивая — проявленная форма Паньчакшары. Шивая намах — её тонкая форма. Так Он присутствует в этой мантре — проявленный и непроявленный.
Тирумантирам, 919
Мистическое выражение «Намах Шивайя» — это священное имя Господа Шивы, сумма и сущность четырех Вед и ведет по священному пути души, полные преданности, которые произносят эту мантру с облегченным сердцем, а из глаз у них текут слезы.
Тирумурай
वेदाः साङ्गा पुराणानि मन्त्राश्च बहवस्तथा।
आगमा विविधा देवि विद्यास्थानानि यानि च।
पञ्चाक्षरे प्रलीयन्ते निर्गच्छन्ति पुनस्ततः॥
Веды с Ведангами, Пураны, а также многочисленные мантры, различные Агамы. Все эти учения растворяются в Пятислоговой (Панчакшара) мантре и снова возникают из неё.
Сукшма-агама, Крия-пада, 3.75
विद्यासु श्रुतिरुत्कृष्टा रुद्रैकादशिनी श्रुतौ।
तत्र पञ्चाक्षरी तस्यां शिव इत्यक्षरद्वयम्॥
Среди учений лучшее — Шрути (Веды). В Шрути лучшее — 11 анувак (уроков) Рудрадхьяя. Там лучшее — Пятислоговая мантра. А в этой мантре лучшее — пара слогов ШИ-ВА.
Карана-агама, Крия пада, 8.4
Пара слогов ШИВА — квитэссенция Вед. В этом слове «а» воплощает Риг-веду и Сама-веду, так как они обе начинаются с «а». «и» — это суть Яджур-веды, которая начинается с «и». «ш» — это Атхарва-веда, которая начинается с «ш». «в» — это Вьякарана, которая начинается с «в».
Карана-агама
नास्ति ज्ञानात् परं मित्रं न भक्तेः साधनं परम्।
न शैवादधिको मर्त्यो मन्त्रः पञ्चाक्षरः परः॥
Нет друга лучшего, чем знание. Нет практики лучшей, чем преданность. Нет смертного лучше, чем шиваит. Пятислоговая мантра лучше всех.
Парамешвара-агама, 10.90
तस्मादपि श्रेष्ठतरा मम पञ्चाक्षरी शिवे।
अस्य मन्त्रस्य चैवान्ये उपमन्त्राः प्रकीर्तिताः॥
Лучше той (Агхора) мантры — моя Пятислоговая мантра. Остальные мантры — её ответвления.
Сукшма-агама, Крия пада, 3.6
मन्त्रान्तरेषु सिद्धेषु मन्त्र एष न सिद्ध्यति।
अस्मिन् सिद्धे महामन्त्रे तेऽपि सिद्धा भवन्ति हि॥
Когда реализованы другие мантры, эта мантра не реализована. Но когда эта великая мантра реализована, все остальные мантры реализованы.
Чандраджняна-агама, Крия пада, 8.92
«Дваждырожденным её следует произносить с пранавой в начале, женщинами и шудрами она произносится без пранавы с „НАМАХ“ в конце.»
Чандраджняна-агама, 8.10

## Современные авторы о Панчакшара-мантре
В своей трилогии «Катехизис Индуизма» Шивая Субрамуниясвами пишет:
«Намах Шивайя» — одна из главных ведийских мантр. Она означает «поклонение Шиве» и называется паньчакшара (пятибуквенной)-мантрой. В её небесных звуках содержится интуитивное знание шиваизма. Аум.
«Намах Шивайя» — это самое святое из имен Бога Шивы, записанное в самой сердцевине Вед и разъясненное в Шайва-агамах. На есть сокрывающая милость Бога, Ма — это мир, Ши означает Шиву, Ва — Его милость откровения, Йя — это душа. Пять элементов также воплощены в этой древней формуле для призывания Бога. На — это земля, Ма — вода, Ши — огонь, Ва — воздух, а Йя — эфир, или акаша. Значений этой мантры очень много. «Намах Шивайя» имеет такую силу, что даже простое произнесение этих слогов обязательно сыграет свою роль в спасении души от уз предательского инстинктивного ума и стальных оков изощренного внешнего интеллекта. «Намах Шивайя» обуздывает инстинкт, разрывает стальные оковы и разворачивает этот интеллект вовнутрь и на себя самого, чтобы он мог посмотреть на себя и увидеть своё невежество. Мудрые провозглашают, что мантра — это жизнь, мантра — это действие, мантра — это любовь, а повторение мантры, джапа, производит эффект взрыва мудрости изнутри. В святой книге «Натчинтанай» объявляется: «Намах Шивайя» — это, воистину, и Агама, и Веда. «Намах Шивайя» представляет все мантры и тантры. «Намах Шивайя» — это наши души, наши тела и наше имущество. Мантра «Намах Шивайя» стала нашей надежной защитой". Аум Намах Шивайя.
Те, кто посвящены в Паньчакшара-мантру (Аум намах Шивая) обладают преимуществом, так как повторение этой мантры приведет их к прямому видению совершенной Вселенной Господа Шивы и они сами станут сплавом веданты и сиддханты.